# جهان وین ۲
جهان وین ۲ (به انگلیسی: Wayne's World 2) فیلمی محصول سال ۱۹۹۳ و به کارگردانی استیون سرجیک است. در این فیلم بازیگرانی همچون مایک مایرز، دینا کاروی، کریستوفر واکن، تیا کریر، رالف برون، کوین پولاک، جیمز هنگ، کیم بیسینگر، کریس فارلی، اد اونیل، لری سلرز، فرانک دیلئو، لی ترگسن، اسکات کوفی، درو بریمور، اولیویا دابو، چارلتون هستون، هتر لاکلیر، تد مک گینلی، تیم مدوز، رابرت اسمایگل، هری شیرر ایفای نقش کرده‌اند.
این فیلم دنباله فیلم جهان وین است.